# Masłowy Żleb

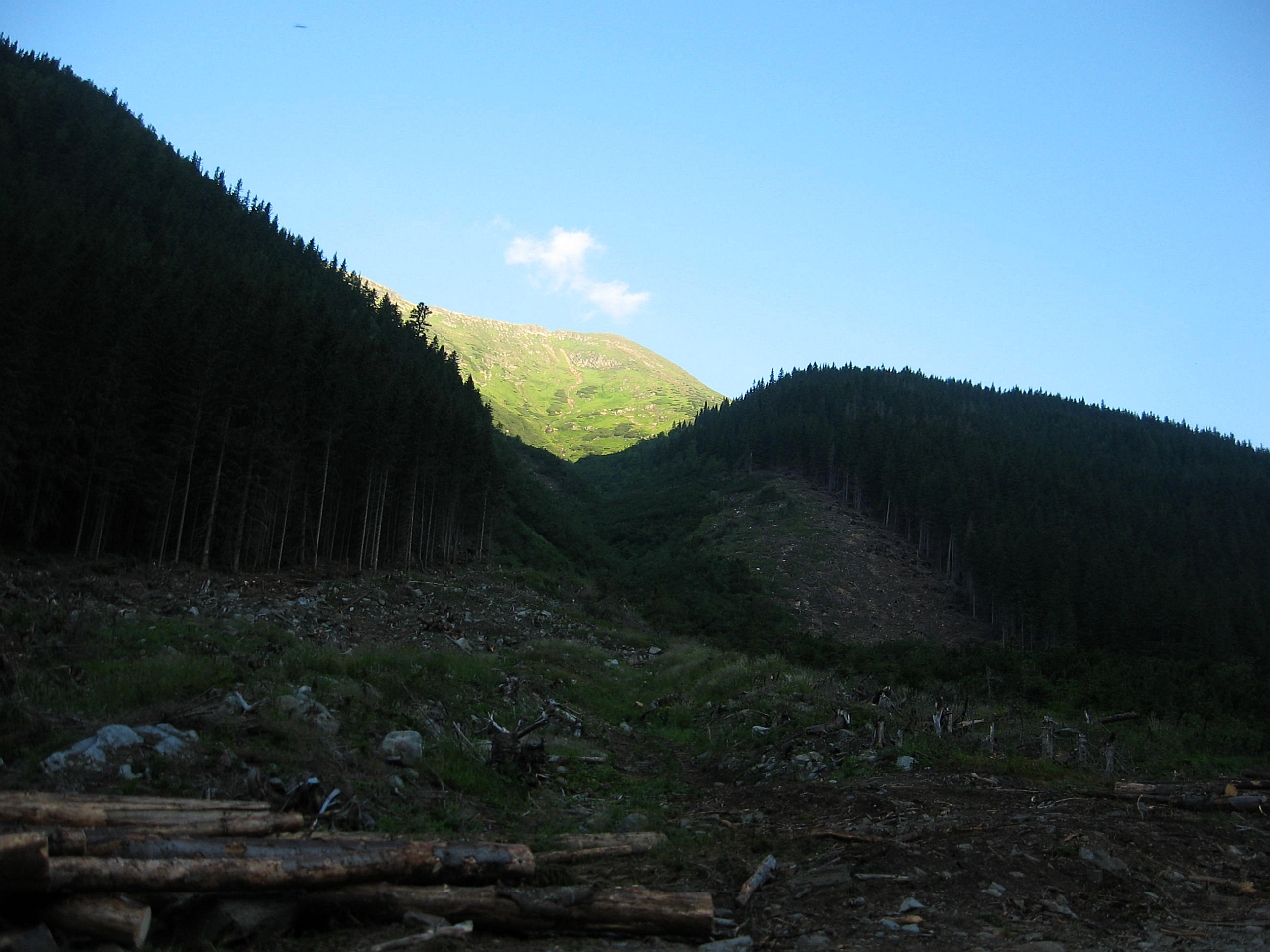
Wylot Masłowego Żlebu, nad nim widoczny ponad kilometr wyżej wierzchołek Szczerbawego

Masłowy Żleb (słow. Maseľňa) – potężny żleb w masywie Barańca, opadający spod wierzchołka Szczerbawego do Doliny Jamnickiej w słowackiej części Tatr Zachodnich. Jest to największy ze żlebów w grani Barańców i równocześnie najbardziej lawiniasty żleb w całych Karpatach. Deniwelacja między szczytem Szczerbawego a ujściem żlebu do Jamnickiego Potoku w okolicach Polany pod Młaczkami, wynosi ok. 1070 m. Tym samym jest równocześnie najwyższym żlebem w całych Tatrach Zachodnich. Drugim jest znajdujący się na północ od niego (również w grani Barańców) Pusty Żleb, opadający na Polanę pod Pustem.
Dawniej żleb ten nazywany był Żlebem Maselnia. Nazwa ta pochodzi zapewne od dawnej polany Maseľňa w dolnej części jego orograficznie lewych zboczy. Dnem żlebu spływa niewielki potok, jeden z prawych dopływów Jamnickiego Potoku.

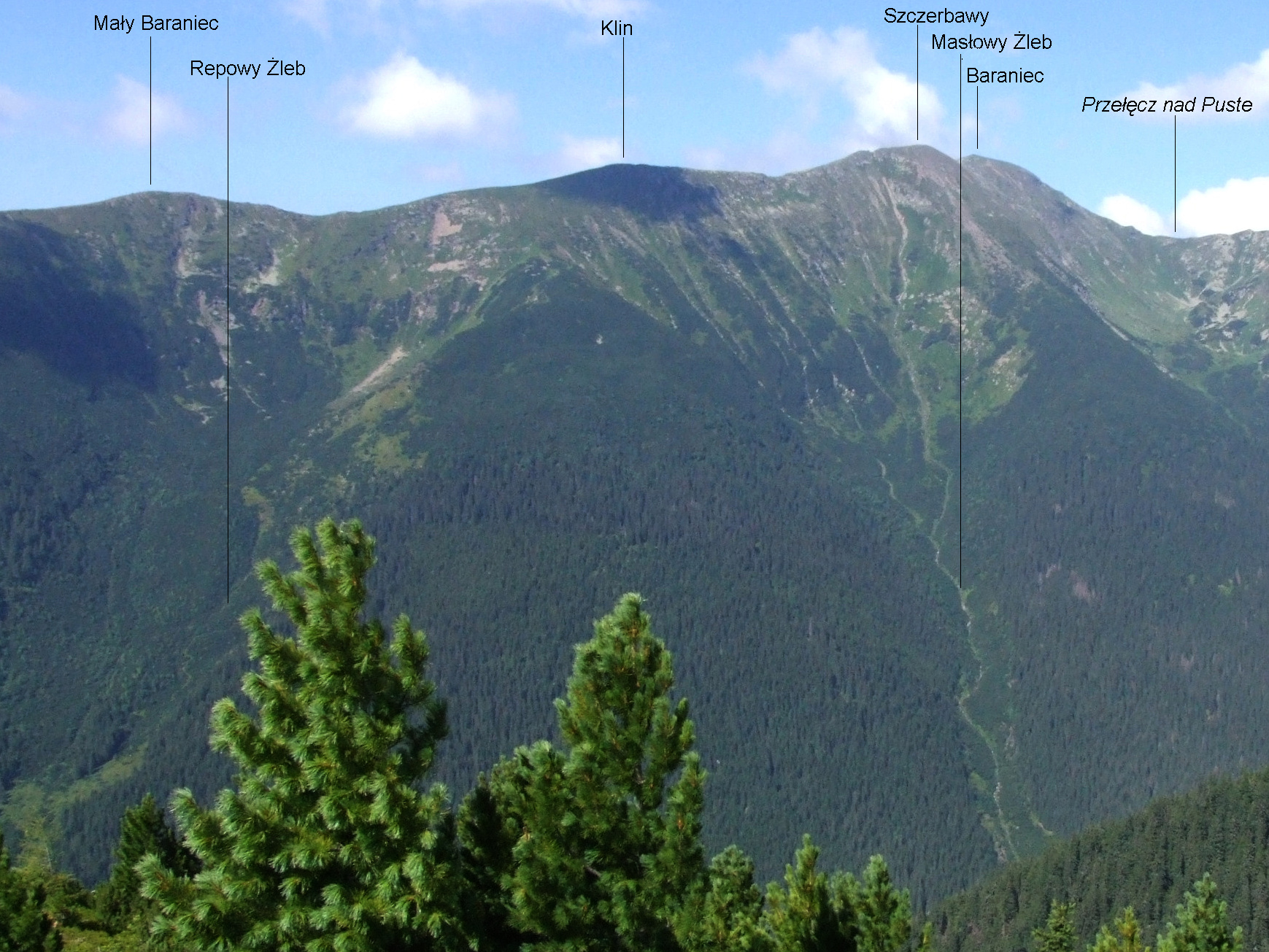
Widok z Otargańców